# الحزب الشيوعي الفرنسي
الحزب الشيوعي الفرنسي (بالفرنسية: Parti communiste français) هو حزب سياسي في فرنسا. أنشأ عام 1920.
يمتلك الحزب الشيوعي الفرنسي تأثيراً قوياً في السياسة الفرنسية على المستوى المحلي، على الرغم من انخفاض دعمه الانتخابي في العقود الأخيرة. في سنة 2012 بلغ عدد أعضاء الحزب 138,000 عضو، بينهم 70,000 دفعوا رسوم العضوية. هذا يجعله ثالث أكبر حزب سياسي في فرنسا من حيثُ العضوية بعد حزب الاتحاد من أجل حركة شعبية (UMP) والحزب الاشتراكي (PS).
تأسس الحزب في ديسمبر 1920 من قبل فصيل كبير من القسم الفرنسي الاشتراكي الدولي للعمال (SFIO)، وقد شارك الحزب بثلاث حكومات منذ تأسيسه:
- في الحكومة المؤقتة للتحرير (1944-1947).
- في بداية رئاسة فرنسوا ميتيران (1981-1984).
- في التجمع اليساري بقيادة ليونيل جوسبان (1997-2002).

كان الحزب الشيوعي في السابق واحداً من أكبر الأحزاب الفرنسية اليسارية في عدد من الانتخابات الوطنية بالفترة (1945-1960)، قبل أن يتراجع وراء الحزب الاشتراكي في السبعينات. واستمر الحزب بفقدان المزيد من النفوذ على الأرض لصالح الاشتراكيين.
منذ عام 2009 كان الحزب الشيوعي الفرنسي وهو عضو بارز في الجبهة اليسارية الفرنسية، جنباً إلى جنب مع حزب اليسار بقيادة جان لوك ميلينشون.

## وصلات خارجية
- الموقع الرسمي